# Villa Schnell, Djursholm

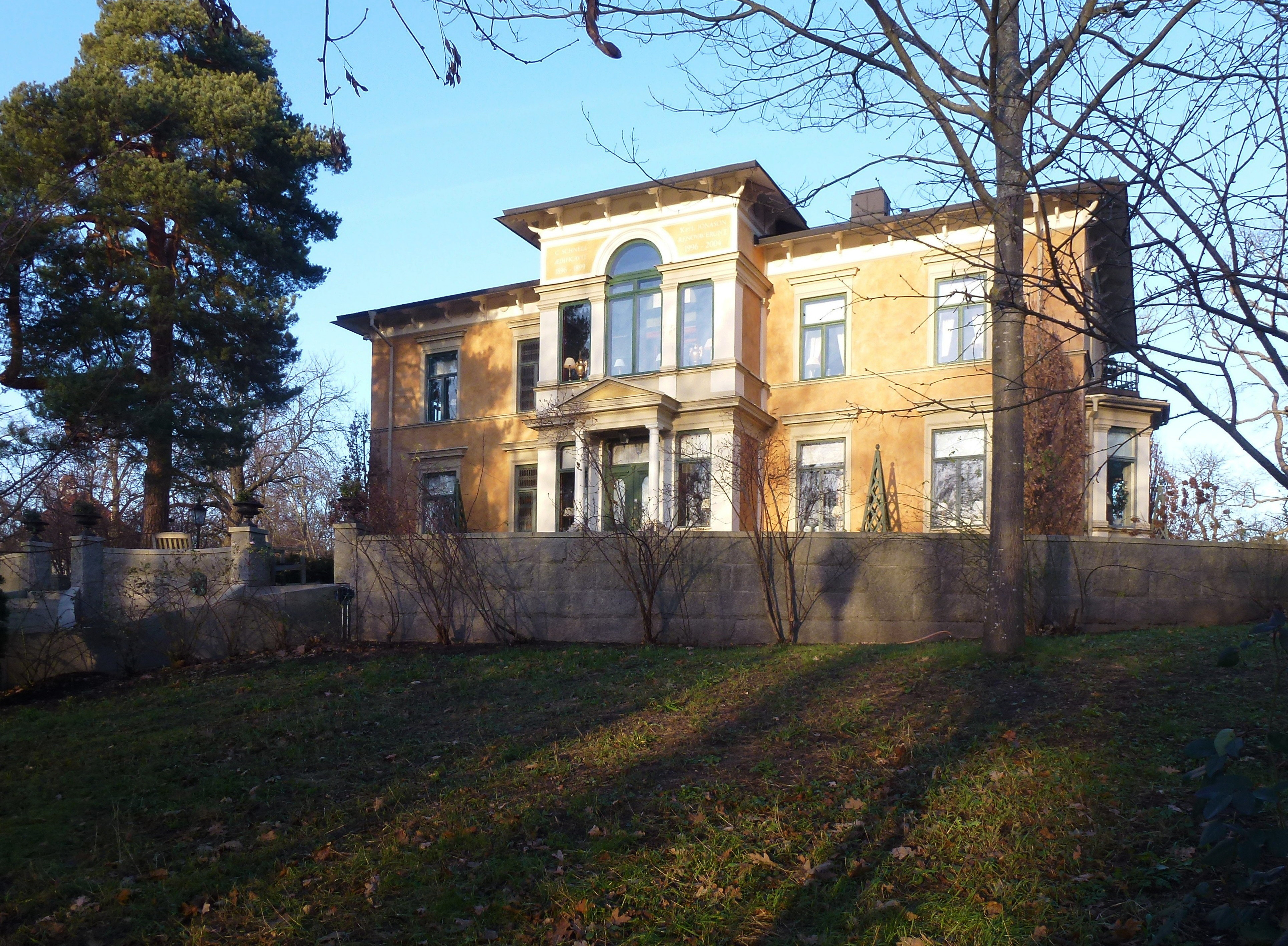
Villa Schnell, fasad mot syd, 2013.

Villa Schnell (även Villa Munkabo) är en villafastighet i kvarteret Munkabo vid Henrik Palmes allé 23 i Djursholm, Danderyds kommun. Huset ritades för grosshandlaren i lädervaror, Carl Johan Schnell av arkitekt Adolf Emil Melander och hör till Djursholms första villor som uppfördes här i mitten av 1890-talet. Byggnaden klassades som "omistlig" i en inventering av Danderyds kommun.

## Bakgrund
| Villa Schnell, inskriptioner. |  | Villa Schnell, inskriptioner. |
| Villa Schnell, inskriptioner. |  |                               |

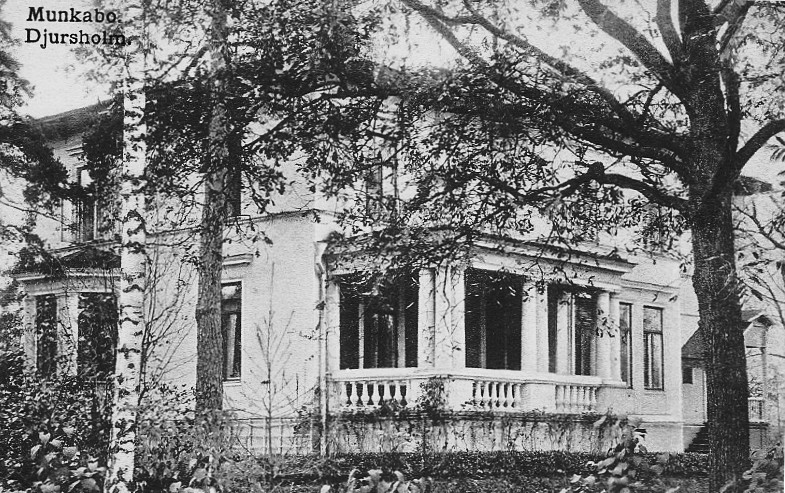
Villan på ett äldre vykort.

Det höglänta, kuperade området sydöst om Djursholms slott, var ett av de första som bebyggdes när det nya villasamhället i Djursholm anlades. De flesta villorna är arkitektritade och uppförda på 1890-talet och under 1900-talets första decennium. Villorna är ofta individuellt utformade efter byggherrens önskemål. Som exempel härför kan nämnas Villa Tallbacken (arkitekt Ferdinand Boberg), Slottsvägen 6B, Villa Ugglebo (arkitekt Thor Thorén), Slottsvägen 9 och Villa Schnell, Henrik Palmes allé 23. Hela området är av riksintresse för kulturmiljövården.

## Beskrivning
Villa Schnell är uppkallat efter sin byggherre grosshandlaren Carl Johan Schnell som år 1868 grundade firman Carl Schnell & Co för import av bland annat råhudar och artiklar för garverier och skofabriker. Villan ritades 1896 av arkitekt Adolf Emil Melander och placerades högst upp på den mot syd sluttande tomten. Huset är ett stenhus i två våningar och stod färdigt 1899. Arkitekturen är influerad av den italienska renässansen och antiken. Mot syd dominerar en mittrisalit som höjer sig över taket. Huvudentrén inramas av en fronton med drag från antiken och bäres upp av två kolonner. Byggnaden har putsade fasader i gul respektive vit kulör. Mellan 1996 och 2004 lät ägaren, finansmannen Lage Jonason, genomföra en omfattande in- och utvändig renovering. Han sålde villan 2023.